# Alophoixus
Alophoixus är ett fågelsläkte i familjen bulbyler inom ordningen tättingar. Listan nedan med åtta arter med utbredning från östra Himalaya till Bali samt på Palawan följer AviList:
- Gulbukig bulbyl (A. phaeocephalus)
- Palawanbulbyl (A. frater)
- Gråkindad bulbyl (A.tephrogenys)
- Penanbulbyl (A. ruficrissus)
- Brunkindad bulbyl (A. bres)
- Vitstrupig bulbyl (A. flaveolus)
- Ockrabulbyl (A. ochraceus)
- Bruntofsbulbyl (A. pallidus)

Olivbröstad bulbyl (Iole finschii) placerades tidigare i släktet, men genetiska studier visar att det är inkorrekt. Arterna i släktet Thapsinillas inkluderades tidigare ofta också i Alophoixus, men de har genetiskt sett sin hemvist bland Hypsipetes och flyttas allt oftare dit.